# Мінтерн (Арканзас)
Мінтерн (англ. Minturn) — місто (англ. town) в США, в окрузі Лоуренс штату Арканзас. Населення — 87 осіб (2020).

## Географія
Мінтерн розташований за координатами 35°58′33″ пн. ш. 91°1′39″ зх. д. / 35.97583° пн. ш. 91.02750° зх. д. (35.975787, -91.027562).  За даними Бюро перепису населення США в 2010 році місто мало площу 1,37 км², уся площа — суходіл.

## Демографія
Згідно з переписом 2010 року, у місті мешкало 109 осіб у 46 домогосподарствах у складі 33 родин. Густота населення становила 80 осіб/км².  Було 55 помешкань (40/км²). 
Расовий склад населення:
| - 96,3 % — білих - 0,9 % — чорних або афроамериканців |

До двох чи більше рас належало 2,8 %. Іспаномовні складали 0,0 % від усіх жителів.
За віковим діапазоном населення розподілялося таким чином: 28,4 % — особи молодші 18 років, 55,1 % — особи у віці 18—64 років, 16,5 % — особи у віці 65 років та старші. Медіана віку мешканця становила 36,5 року. На 100 осіб жіночої статі у місті припадало 87,9 чоловіків;  на 100 жінок у віці від 18 років та старших — 95,0 чоловіків також старших 18 років.
Середній дохід на одне домашнє господарство  становив 30 785 доларів США (медіана — 30 313), а середній дохід на одну сім'ю — 33 913 долари (медіана — 26 250). За межею бідності перебувало 7,6 % осіб, у тому числі 0,0 % дітей у віці до 18 років та 0,0 % осіб у віці 65 років та старших.
Цивільне працевлаштоване населення становило 16 осіб. Основні галузі зайнятості: сільське господарство, лісництво, риболовля — 43,8 %, транспорт — 25,0 %, освіта, охорона здоров'я та соціальна допомога — 18,8 %.